# Jouko Launonen
Jouko Launonen (gemeente Jyväskylä, 3 juni 1939) is een Fins oud-langebaanschaatser.
Jouko Launonen was een schaatser in de subtop van de Europese- en Wereldkampioenschappen (Allround) waaraan hij respectievelijk zeven en zes keer deelnam. Op het WK van 1965 in Oslo schaatste hij zijn beste resultaat met de tweede plaats in het eindklassement, achter Per Ivar Moe maar hij bleef Ard Schenk 0,013 punt voor. Bij de Europese kampioenschappen was de negende klassering op het EK van 1966 de beste prestatie.
Launonen nam tweemaal deel aan de Olympische Winterspelen (in 1964 en 1968), waar op de Winterspelen van 1964 in Innsbruck de vierde plaats op de 1500 meter zijn beste prestatie was.
Opvallend is dat hij in zijn acht actieve schaatsjaren nooit in de top drie op een afstand geëindigd is.

## Persoonlijke records
| Afstand      | Tijd    | Datum            | Baan      |
| ------------ | ------- | ---------------- | --------- |
| 500 meter    | 41,5    | 23 februari 1963 | Karuizawa |
| 1000 meter   | 1.25,3  | 4 april 1965     | Kittila   |
| 1500 meter   | 2.06,3  | 26 februari 1967 | Inzell    |
| 3000 meter   | 4.27,4  | 25 februari 1967 | Inzell    |
| 5000 meter   | 7.36,2  | 26 februari 1967 | Inzell    |
| 10.000 meter | 15.50,0 | 28 januari 1968  | Oslo      |

## Resultaten
| Jaar | EK Allround | WK Allround | Olympische Spelen                        |
| ---- | ----------- | ----------- | ---------------------------------------- |
| 1961 | NC21        |             |                                          |
| 1962 |             |             |                                          |
| 1963 | 11e         | NC17        |                                          |
| 1964 | NC18        | NC17        | 4e 1500m 18e 5000m 14e 10.000m           |
| 1965 | NC28        | Zilver      |                                          |
| 1966 | 9e          | NC18        |                                          |
| 1967 | NS3         | 8e          |                                          |
| 1968 | 13e         | NC21        | 33e 500m 14e 1500m 15e 5000m 12e 10.000m |

### Medaillespiegel
| Kampioenschap | Goud · | Zilver · | Brons · |
| ------------- | ------ | -------- | ------- |
| WK Allround   | 0      | 1        | 0       |